# Kang Kyung-wha
En aquest nom coreà, el cognom és Kang.
Kang Kyung-wha (coreà: 강경화)  (Seül, 7 d'abril de 1955) és una diplomàtica i política sud-coreana que va ser la primera ministra d'Afers exteriors de Corea del Sud sota el mandat del president Moon Jae-in entre 2017 i 2021, així com la primera dona nominada i nomenada per al càrrec. També és la primera dona coreana que ocupa un lloc d'alt nivell en les Nacions Unides. Anteriorment, Kang va ser la primera persona no examinada a convertir-se en directora general del ministeri. És la primera ministra d'Afers exteriors sud-coreana que s'uneix a la delegació oficial de Corea del Sud per la cimera intercoreana i que visita Pyongyang, la capital nord-coreana.

## Trajectòria
Es va llicenciar en Ciències Polítiques i Diplomàcia en la Universitat de Yonsei. Va obtenir un màster en comunicació de masses i un doctorat defensant una tesi doctoral sobre comunicació intercultural en la Universitat de Massachusetts Amherst (Estats Units).
Al principi de la seva carrera, Kang va treballar per al Korean Broadcasting System —igual que el seu pare— com a productora de la Divisió de Serveis en Anglès de la Radio Korea. Com a professora associada, va fer classes en la Universitat Estatal de Cleveland (Ohio) i en la Universitat de Sejong (Seül). Entre i després de la seva carrera en les universitats, va assessorar diversos presidents de l'Assemblea Nacional de Corea del Sud en qüestions globals en l'àmbit dels drets humans, la emancipació de la dona i la diplomàcia parlamentària com a secretària de Relacions Internacionals i intèrpret. També va participar activament en organitzacions de dones a Corea.
En els anys 90, Kang va ser la veu anglesa del metro de Seül.

### Ministeri d'Afers exteriors i Comerç
En 1998, Kang es va incorporar al ministeri d'Afers Exteriors del seu país, sense haver aprovat mai l'examen del Servei Exterior. Va treballar en diferents càrrecs del ministeri, incloent-hi com a intèrpret del llavors president Kim Dae-jung, amb qui es va guanyar la confiança gràcies a la seva interpretació durant la seva trucada telefònica amb el president estatunidenc Bill Clinton. Després de tres anys, de setembre de 2001 a juliol de 2005, Kang va ser ministra consellera i posteriorment ministra en la Missió Permanent de la República de Corea a les Nacions Unides. També va presidir comissions i va ocupar altres alts càrrecs del ministeri.

### Nacions Unides
Kang va exercir funcions clau en les Nacions Unides sota tres secretaris generals consecutius, Kofi Annan, Ban Ki-moon i António Guterres. El setembre de 2006, Kofi Annan la va nomenar Alta Comissionada Adjunta per als Drets Humans, equivalent a sotssecretària general, després de veure el seu potencial quan va presidir la comissió de l'ONU sobre la dona. Va ser nomenada per Ban Ki-moon com a coordinadora adjunta del Socors d'Emergència i sotssecretària general de l'Oficina de Coordinació d'Assumptes Humanitaris el març de 2013. L’octubre de 2016, va ser nomenada pel llavors secretari general, António Guterres, com a cap de l'Equip de Transició del Secretari General designat. Més tard, el febrer de 2017, va continuar treballant amb el secretari general Guterres com la seva assessora superior de Política, equivalent a secretària general Adjunta, abans de dimitir per a ocupar el càrrec de ministra d'Afers exteriors de Corea del Sud.

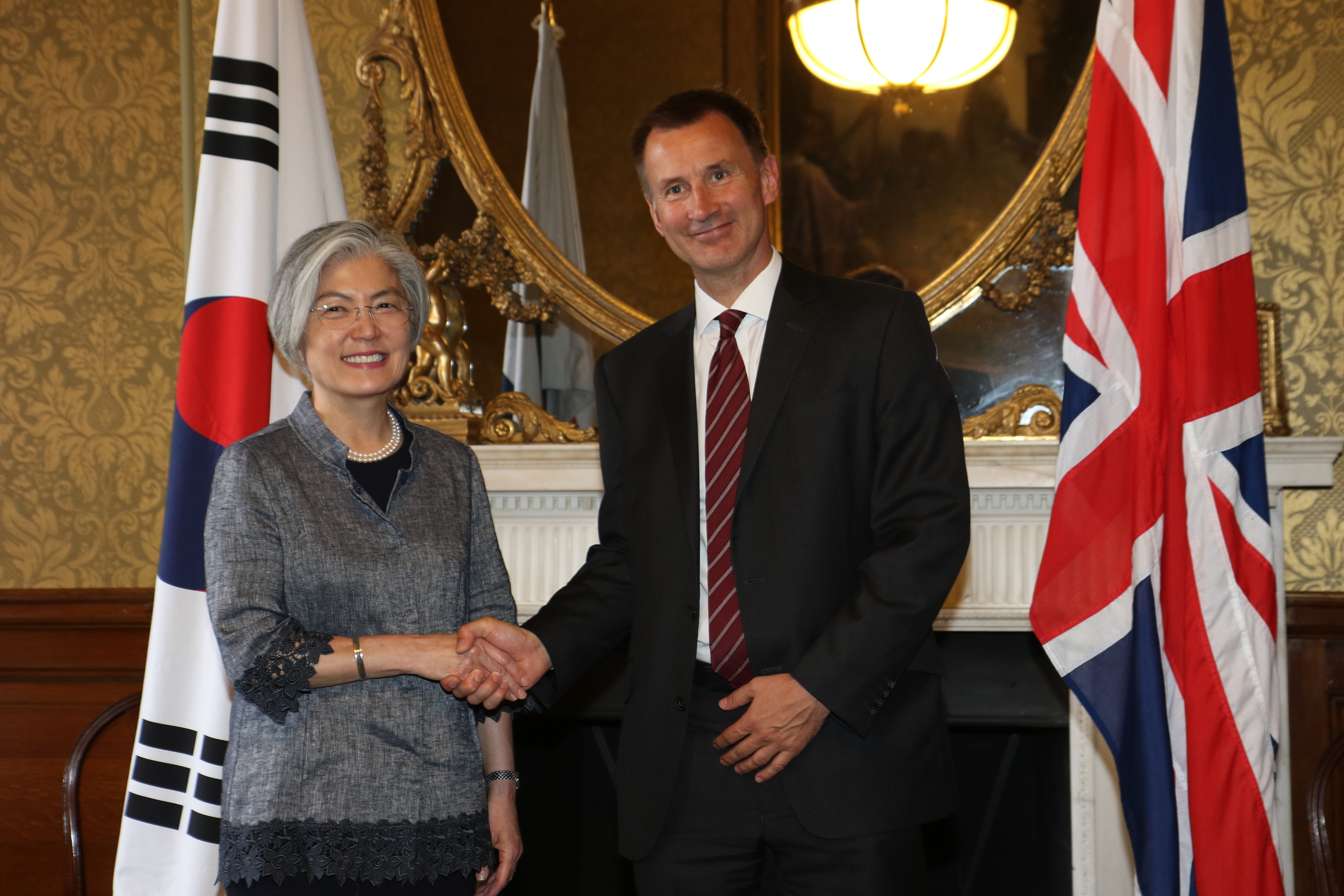
Kang amb el ministre d'Afers exteriors britànic, Jeremy Hunt, en 2018.

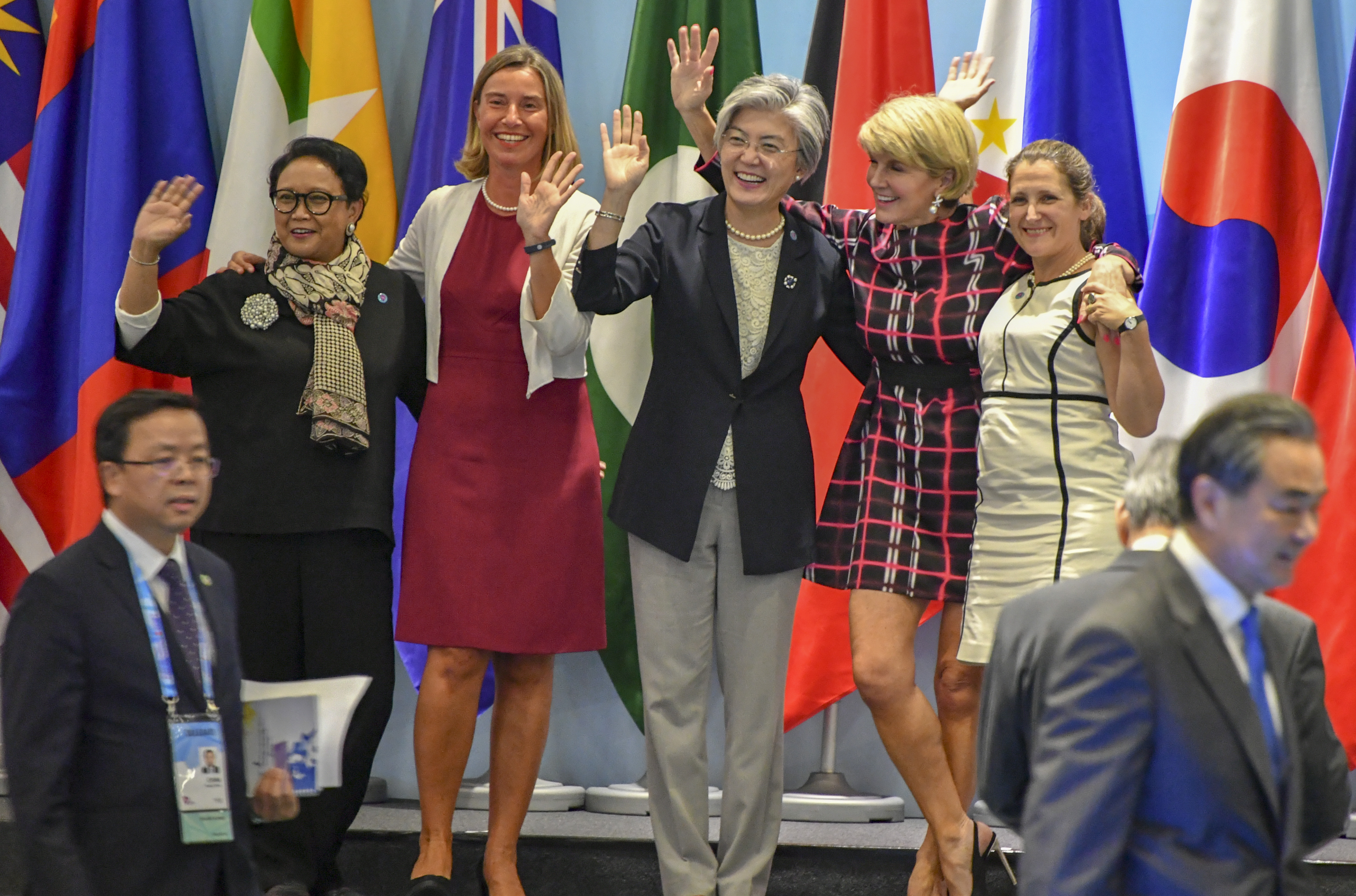
Kang amb Retno Marsudi, Federica Mogherini, Julie Bishop i Chrystia Freeland al ASEAN Regional Forum Retreat a Singapur, el 4 d'agost de 2018.

### Gabinet
Després de l'anunci del seu nomenament per part de la Casa Blava el maig de 2017, Kang es va enfrontar a una dura oposició per part dels partits de l'oposició abans i durant la seva audiència de nomenament en l'Assemblea Nacional a causa d'acusacions, com el frau de domicili i la nacionalitat de la seva filla major. L'oposició es va basar en part en l'afirmació que manca d'experiència en el tracte directe amb les potències mundials, en particular amb els Estats Units. Durant la seva compareixença, va demanar comprensió, atès que no va poder ocupar dels seus fills per complet com a mare treballadora, no va compartir les finances amb el seu marit per a mantenir als seus pares com a filla major i va viure molt de temps a l'estranger. Amb les declaracions públiques de suport d'un sindicat del Ministeri, de les esclaves sexuals militars japoneses, o àmpliament conegudes com a «dones de conhort», del Consell d'ONG de Corea per a la Cooperació al Desenvolupament a l'Estranger, i dels seus onze predecessors, respectivament, juntament amb el suport públic del 60% i més, el president Moon la va nomenar com la seva primera ministra d'Afers exteriors, un càrrec que requereix una audiència de nominació, però no l'aprovació expressa de la legislatura, el juny de 2017. Amb ella i altres dones del gabinet, el president Moon va poder complir la seva promesa electoral d'omplir més del 30% del seu gabinet amb dones.
A partir de desembre de 2020 i durant pocs dies, Kang va ser l'única ministra del gabinet —i un dels quatre de nivell ministerial juntament amb Hong Nam-ki, Suh Hoon i Kim Sang-jo— que continua al servei del president Moon des de l'inici de la seva presidència en 2017. El 20 de gener de 2021, el president Moon va nomenar el seu primer director de l'Oficina de Seguretat Nacional, Chung Eui-yong, per a substituir a Kang.

### Post-gabinet
El febrer de 2021, Kang es va convertir en l'últim membre del primer gabinet del president Moon format en 2017 a ser substituït després de més de tres anys i mig. Un mes després, es va unir a la campanya de Park Young-sun en les eleccions parcials a l'alcaldia de Seül com a presidenta del comitè de cooperació internacional.
L’octubre de 2021, Kang va anunciar la seva candidatura a la pròxima Secretaria General de l'Organització Internacional del Treball.